# Waffenrod

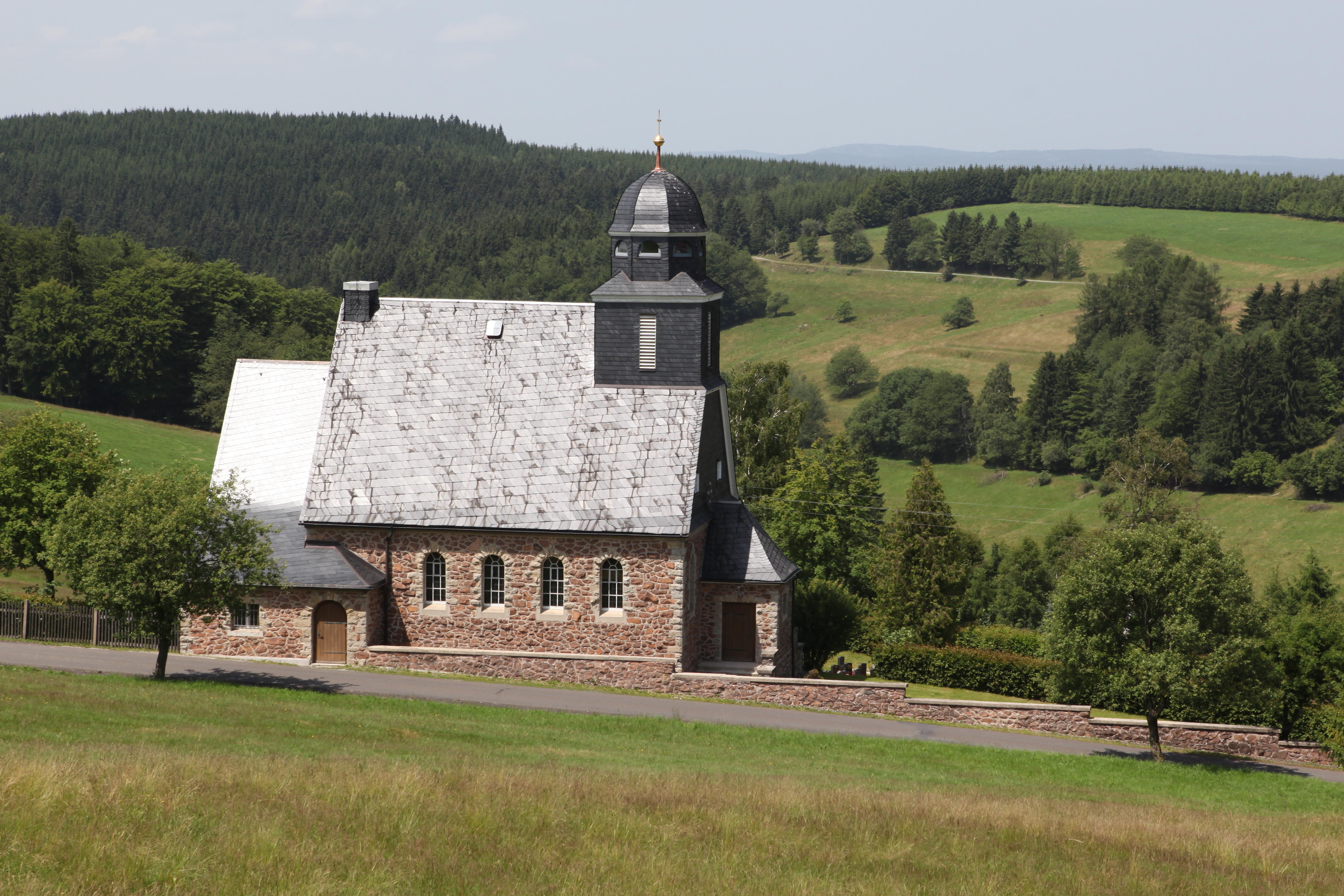
Evangelische Christuskirche

Waffenrod und Hinterrod bilden den gemeinsamen Ortsteil Waffenrod/Hinterrod der Stadt Eisfeld im Landkreis Hildburghausen in Thüringen. Waffenrod und Hinterrod sind anerkannte Luftkurorte. Auf dem Festivalgelände des Feriendorfes Auenland finden internationale Veranstaltungen statt. 2003 wurde das Festival „Woodstock Forever“ gegründet, das mit drei Bühnen und nationalen wie internationalen Bands unter dem Motto „4 days of love, peace and harmony“ jährlich rund 3000 Besucher anzieht.

## Lage
Diese beiden Dörfer liegen eng zusammen im Naturpark Thüringer Wald an der Landesstraße 2053 Eisfeld-Masserberg; umgeben von Wiesen und Wäldern, Feuchtbiotopen und Quellmulden und auch Trockenrasenstandorten, also auf einem Hochplateau der Thüringer Kammlage bei etwa 700 Meter über NN.

## Geschichte
Am 23. August 1332 wurde erstmals Waffenrod urkundlich genannt.
Mit Masserberg ist Waffenrod und Hinterod ein bedeutender Standort im Thüringer Wald. 1927 wurde eine Kirche gebaut.